# 로르샤흐 슈타트역
로르샤흐 슈타트역(독일어: Bahnhof Rorschach Stadt)은 스위스 장크트갈렌주 로르샤흐의 기차역이다. 로르샤흐-장크트갈렌선의 중간 정류장이다. 로르샤흐 시정촌 내 3개 역 중 하나이며, 로르샤흐(같은 노선의 다음 역 동쪽 역)와 콘스탄스 호수 해안의 북쪽으로 약 400m 떨어진 로르샤흐 하펜과 함께 있다.

## 운행편
로르샤흐 슈타트는 장크트갈렌 S-반의 세 가지 서비스에 의해 제공된다:
- S2: 네슬라우-노이 장크트요한과 알트슈테텐 SG 간 시간당 서비스
- S4: 자르간스(순환선)을 통한 시간별 서비스.
- S5: 바이펠덴과 장크트마그레텐 간 시간당 서비스.